# Луција Ступица
Луција Ступица (Шмарју при Јелшах, 19. мај 1971)  је словеначка песникиња и дизајнерка ентеријера.

## Биографија
Студирала је архитектуру, бави се дизајном ентеријера и пише поезију, једна је од покретача и вођа песничког фестивала Прангер на којем се окупљају критичари и песници из Словеније и других држава.
Луција Ступица поред поезије пише чланке о архитектури и дизајну за стручне и популарне часописе. Својом првом песничком збирком "Чело на сунцу" 2001. добила је награду за најбољи првенац на словеначком сајму књига и награду "Zlata ptica" (Златна птица) и доказала је да је једна од најперспективнијих савремених словеначких песникиња. Уследиле су збирке поезије " Ветролов" 2004. године и " Острво, град и друго" 2008. године. Преводи њених песама објављени су у Шведској, Хрватској, Србији и Македонији. Између 2004. и 2010. је креативно осмислила Pranger песнички фестивал. 2010. добила је немачку награду за источноевропске ауторе Хуберт Бурда, а 2014. добила је и Шведску награду за стране ауторе Klas de Vylder (Клас де Вилдер).
Живи у Љубљани.

### Песничке збирке
- Čelo na soncu, поезија, (2001) (Чело на сунцу)
- Vetrolov, поезија, (2004) (Ветролов)
- Otok, mesto in drugi, поезија, (2008) (Острво, град и други)